# Karolína Kurková
Karolína Kurková (ur. 28 lutego 1984 w Děčínie) – czeska modelka, znana z pokazów Victoria’s Secret.

## Życiorys

### Młodość
Karolína urodziła się w czeskim Děčínie. Jest córką Josefa Kurki, reprezentanta Czech w koszykówce, i matki Słowaczki.

### Kariera
Kiedy była jeszcze uczennicą, kolega zrobił jej kilka zdjęć, które miały być dla niego pamiątką. Postanowił jednak wysłać je do agencji modelek w Pradze. W ten sposób Kurková zaczęła karierę w wieku 15 lat – na wybiegach w Pradze. Później, aby doszlifować umiejętności, pojechała do Mediolanu, gdzie zawarła swój pierwszy poważny kontrakt z Miuccią Pradą. Jej praca została doceniona przez redaktorów z czasopisma Vogue, którzy przewidywali dla niej świetlaną przyszłość. Projektant Marc Jacobs powiedział „Ma anielskie spojrzenie, w którym jest jakaś ciemna strona, jest słodka i zabawna, ale potrafi robić wrażenie złej uwodzicielki”.
W 1999 r. 15-letnia Karolína przeniosła się do Nowego Jorku. W roku 2001, jako najmłodsza modelka w historii Vogue, pojawiła się na okładce tegoż czasopisma. Niedługo potem podpisała kontrakt z Victoria’s Secret. W roku 2002 została nagrodzona w konkursie Vogue Fashion Awards, otrzymując tytuł modelki roku. Współpracowała z domami mody takimi jak:  Versace, Dior, Chanel Ralph Lauren, Oscar de la Renta, Balenciaga, Yves Saint Laurent John Galliano, Valentino. Jest również twarzą firmy elektronicznej Dell.
Obecnie przygotowuje się do debiutu filmowego u boku takich aktorów jak Frankie Muniz, Harvey Keitel i Amber Valletta w filmie My Sexiest Year. W 2009 roku zagrała w filmie G.I. Joe: Czas Kobry.

### Życie osobiste
Obecnie mieszka w Nowym Jorku w dzielnicy Tribeca na dolnym Manhattanie. Lubi chodzić na mecze koszykówki rozgrywane w Madison Square Garden. Spotyka się z Archiem Drury. 29 października 2009 przyszedł na świat ich syn Tobin Jack.

#### Dobroczynność
W marcu 2006 roku odebrała nagrodę od organizacji charytatywnej Women Together za pracę humanitarną. Została odznaczona za działalność na rzecz dzieci w takich organizacjach jak The Beautiful Life, Free Arts i Global Youth Action Network.